# 鐘紋折背龜
鐘紋折背龜（學名：Kinixys belliana）是折背龜屬下的一種雜食性龜。一般被認為是分佈最廣及最常見的折背龜，不過Kindler et al. (2012) 的研究將其活動範圍縮小到中非自安哥拉到布隆迪一帶。其下有4個亞種，不過已出現爭議。

## 亞種
- K. b. belliana [1]
- K. b. domerguei [1]
- K. b. nogeuyi[1]
- K. b. zombensis[1]